# じゃっぱ汁

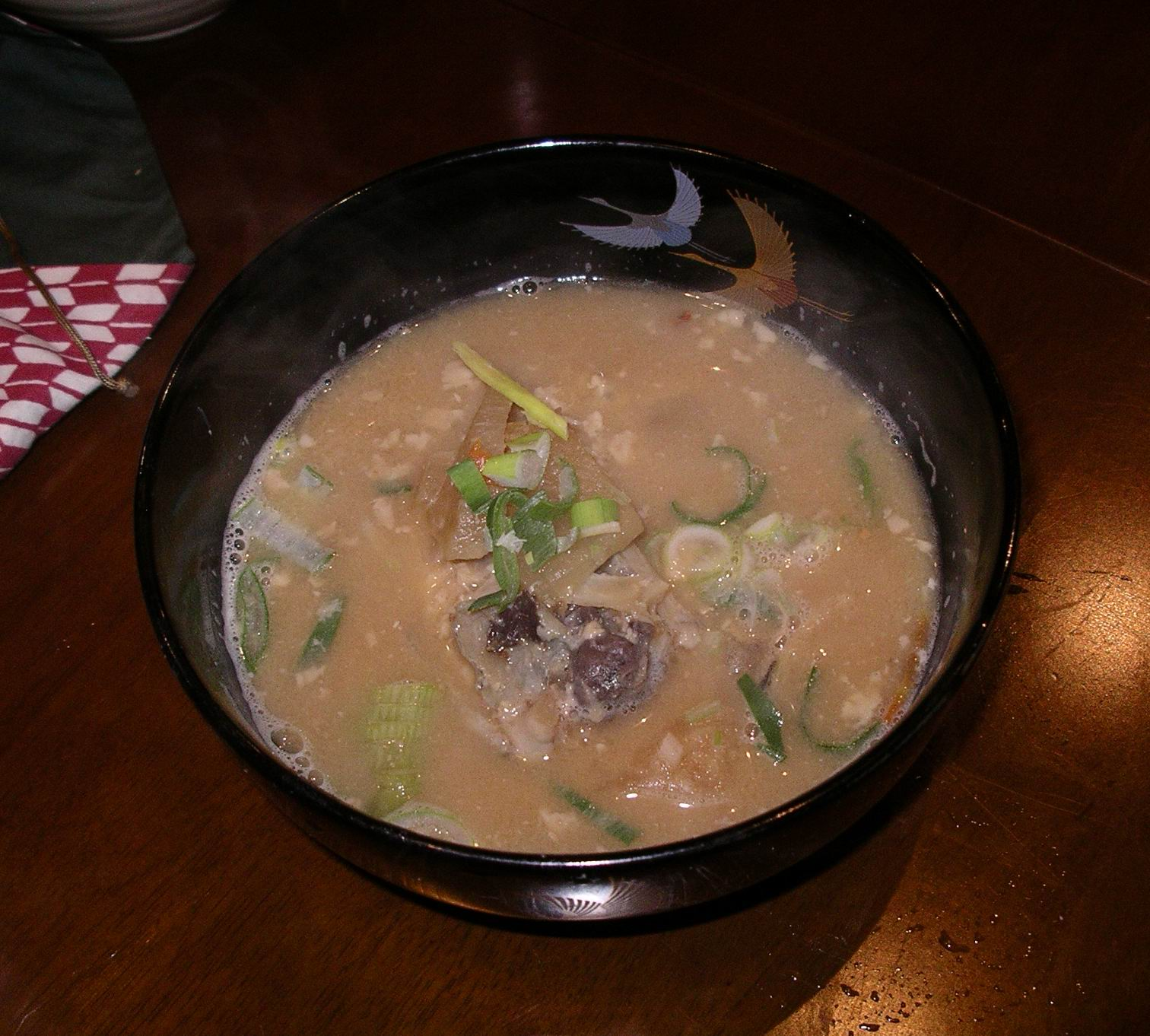
じゃっぱ汁

じゃっぱ汁（じゃっぱじる）は青森県津軽地方の郷土料理である。

## 概要
「じゃっぱ」とは、津軽弁で「雑把」の意味であり、通常は魚を三枚おろしにした際に出る頭や内臓、身の付いた骨などの「粗（あら）」を指す。
じゃっぱ汁は、ブツ切りにした「じゃっぱ」を野菜（主にネギと大根）などと共に煮込んだあら汁で、タラのじゃっぱ汁が一般的である（鮭等で作ることもある）。多くは津軽味噌のみの味付けが多いが、塩味のものもある。